# Edvard Nyholm Debess
Edvard Nyholm Debess (født 6. november 1960 í Tórshavn) er en færøsk musiker, komponist, sanger og fotograf. Han spiller kontrabas.

## Baggrund og uddannelse
Edvard Nyholm Debess er barnebarn af digteren og politikeren Nyholm Debess. Begge hans forældre var musikere og var aktive i brassbands og sang i kor i Tórshavn. Edvard begyndte at gå til klaverundervisning som 12-år gammel. Senere skiftede han til kontrabas, som han stadig spiller. I slutningen af 1970'erne spillede han med i flere bands i Tórshavn. Da han var sidst i tyverne, flyttede han til Århus for at studere musik, der boede han i flere år og mødte sin partner Birgit, med hvem han har to børn. Mens han boede i Århus var han aktiv i flere bands, og det var også der han startede med at skrive sange. Han har klassisk musikuddannelse fra Det Jyske Musikkonservatorium i Århus. Han har stor interesse i jazz, men også i klassisk musik. Han har undervist i Tórshavns Musikskole.

## Udgivelser

### Musikudgivelser
- Debazz, Tutl, 2001. Musikere: Karsten Vogel: saxofon, Jacob Christoffersen: piano, E. N. Debess: kontrabas, Ole Theill: trommer, tablas.
- Løg / Nordic END Quintet, TUTL, 2003. Færøske kompositioner, arr. af: E.N. Debess, E. Koivistionen & Seppo Kantonen. Spillet af: Malan Thomsen: vokal, Eero Koivostoinen: saxofon, Seppo Kantonen: piano, E. N. Debess: kontrabas, Alex Riel: trommer, tablas.
- TRISFO / The North Atlantic Empire, TUTL, 2007. Compositions by E. N. Debess , S. Flosason & K. Valdemarsson. Musikere: Sigurður Flosason: saxofon, Kjartan Valdemarson: piano, E. N. Debess: kontrabas.
- Debess Blues Station, 2010. Musikere: Uni Reinert Debess, Edvard Nyholm Debess, Rúni Højgaard og andre.[3]
- Á leið, Tutl, 2012. Sang: Edvard Nyholm Debess, musikere: Edvard Nyholm Debess, Finnur Hansen, Rógvi á Rógvu og Uni Debess.[4]

### Bøger
- Kærleiki og Vónir, Mentunargrunnur Studentafelagsins, Tórshavn 2014, 80 sider, billeder af Johan og Rakul Dalsgaard, som boede i ødegården Fámará nord for Vágur, da billederne blev taget. Billeder: Edvard Nyholm Debess, Redaktør: Edvard Nyholm Debes, Steen Kristensen og Jóannes Lamhauge. ISBN 978-99918-75-15-6[5]

## Værk, som Edvard Nyholm Debess har komponeret
- Glottin, Brassquintet 1991, første gang fremført i 1992 i Færøerne og Storbritannien.
- Summarregn, Stringquintet 1992, første gang fremført: Marseliskvartetten + bas (DK), 1992.
- Heyst við Frostnátt, Woodwind Quintet 1992, første gang fremført: Blásarakvintet Reykjavikur 1993. Optaget på CD 1993 af Boreas (TUTL)
- Lagnuár, Concerto for guitar & orchestra 1994, første gang fremført: Føroya Symfoniorkestur 1994. Solo: Ólavur Jakobsen.
- Light on the Surface, Guitar, clarinet & violin 1995, første gang fremført: Aldubáran, 1995.
- Báðumegin við, Clarinet solo 1995, (f. perf.: Anna Klett 1995), optaget på CD Cantus Borealis: Einar Jóhannesson, 2000.
- Skrúðgonga, Brassband 1997, første gang fremført: Havnar Hornorkestur, 1997.
- Variations for violin solo, Violin solo 1998, første gang fremført: Sámal Petersen, 1998.
- Hankadráttur, Mixed ensemble 1998, første gang fremført: Aldubáran, 1998. Instr.: piano, guitar, horn, clarinet, flute, cello, violin I+II.
- Ups a la Music, Violincello solo 2001, første gang fremført: Gunnhildur H. Guðmundsdóttir, Reykjavík, 2002.
- Never trust wet danish dynamite, Mixed ensbl. 1998, første gang fremført: Mad Cows Sing 2002, Ensbl.: piano, violin, obo, altsax., kontrabas, percussion.
- Ecliptic Notes, Guitar quartet, første gang fremført: Corona Guitar Quartet, 2003.
- Citypictures, Mixed Ensbl. 2003, første gang fremført: Aldubáran 2003, Ensbl.: violin I+II, viola, cello, flute, oboe, clarinet, horn, bassoon, trombone, guitar, piano, audio tracks.
- Hugo, Altosax og soprano voice / 2004, første gang fremført: Duo Saxopran, 2004.
- Trees & Birds, Violin & piano / 2004 (rev. 2006), første gang fremført: Atli Ellendersen & Sune V. Brogård, 2004.
- Clip I, Electronica / 2007, første gang fremført Gjógv, 2007.
- Heimið, Big Band / 2008, første gang fremført: Tórshavnar Stórband, 2008.
- String, Quartet I, første gang fremført: Marselis Quartet, 2008.
- Clip II, Electronica / 2008, første gang fremført: Gjógv, 2008.
- Melodika, Trombone, basclarinet, cello & doublebass / 2009, første gang fremført: Nólsoy 2009.

## Familie
Edvard Nyholm Debess er barnebarn af Nyholm Debess. Begge hans forældre var aktive i musiklivet i Tórshavn. Han har flere søskende, bl.a. nu afdøde Per Debess, som var far til blues-musikeren Uni Reinert Debess.

## Eksterne links
- END.fo - Edvard Nyholm Debess hjemmeside Arkiveret 7. marts 2016 hos  Wayback Machine
- Composers.fo Arkiveret 2. marts 2016 hos  Wayback Machine, Edvard Nyholm Debess
- TUTL.com Arkiveret 24. april 2017 hos  Wayback Machine
- FSO.fo Arkiveret 9. januar 2016 hos  Wayback Machine, Føroya Symfoniorkestur.